# Milà-Sanremo 1954
La Milà-Sanremo 1954 fou la 45a edició de la Milà-Sanremo. La cursa es disputà el 19 de març de 1954 i va ser guanyada pel belga Rik van Steenbergen, que s'imposà a l'esprint.
219 ciclistes hi van prendre part, i 95 van acabar la cursa 95.

## Classificació final
|    | Ciclista            | Equip              | Temps      |
| -- | ------------------- | ------------------ | ---------- |
| 1  | Rik van Steenbergen | Mercier-Hutchinson | 7h 10' 03" |
| 2  | Francis Anastasi    | Mercier-Hutchinson | m. t.      |
| 3  | Giuseppe Favero     | Bianchi-Pirelli    | m. t.      |
| 4  | Fausto Coppi        | Bianchi-Pirelli    | m. t.      |
| 5  | Loretto Petrucci    | Lygie              | m. t.      |
| 6  | Stan Ockers         | Peugeot-Dunlop     | m. t.      |
| 7  | Désiré Keteleer     | Touring-Pirelli    | m. t.      |
| 8  | Fiorenzo Magni      | Nivea-Fuchs        | m. t.      |
| 9  | Ettore Milano       | Bianchi-Pirelli    | m. t.      |
| 10 | Guido Messina       | Frejus             | m. t.      |